# Сяо Хэ (композитор)
Сяо Хэ, известный также как Хэ Тунцзянь (февраль 1918 – 8 сентября 2010) — китайский композитор, пожизненный почетный обладатель первой китайской музыкальной премии «Золотой колокольчик», автор музыки государственного гимна Гвинеи-Бисау "Esta É a Nossa Pátria Bem Amada".

## Биография
Сяо Хэ родился в феврале 1918 года в городе Шанжао провинции Цзянси на юге Китая. Начал трудовую деятельность в возрасте 14 лет. Член антияпонского Сопротивления с февраля 1938 года. В 1939 году вступил в Коммунистическую партию Китая и в Народно-Освободительную армию. С февраля 1940 года в новой 4-й армии. Проходил службу в управлении литературы и искусств Министерства культуры, был композитором Художественной труппы Политуправления, начальником управления по академическим вопросам Академии искусств НОАК, начальником управления по подготовке кадров, вторым и третьим директором Ассоциации китайских музыкантов. Скончался после болезни 8 сентября 2010 года в возрасте 92 лет.

## Творчество
Сяо Хэ создал такие композиции как "Стрелок Ло Бинхуэй" (罗炳辉射击手), "Три тоста за своих близких" (三杯美酒敬亲人), "Песня исследователей" (勘探队之歌), а также "Великая страна и великая Коммунистическая партия" (伟大的国家伟大的党).

### Государственный гимн Гвинеи-Бисау
В 1963 году делегация из Португальской Гвинеи посетила КНР и познакомилась с музыкой Сяо Хэ. Антиколониальный лидер Амилкар Кабрал попросил Сяо написать музыку, которая вдохновила бы его народ в его войне за независимость. Музыка Сяо Хэ, положенная на стихи Кабрала в 1963 году, была принята Африканской партией независимости Гвинеи и Кабо-Верде (ПАИГК) в 1963 году в качестве Государственного гимна Гвинеи-Бисау и Кабо-Верде под названием Esta É a Nossa Pátria Bem Amada (Это наша любимая Родина) после получения этими странами независимости от Португалии в 1974 году. В 1996 году Кабо-Верде утвердило свой собственный гимн.